# Martin McDonagh
Martin McDonagh, född 26 mars 1970 i Camberwell i södra London av irländska föräldrar, är en brittisk-irländsk dramatiker, manusförfattare och filmregissör.

## Biografi
Martin McDonagh lämnade skolan som 16-åring och har ingen formell utbildning. Hans debutpjäs The Beauty Queen of Leenane (Skönheten i byn) uppfördes på Druid Theatre i Galway i Irland 1996. 1998 spelades pjäsen på Walter Kerr Theatre på Broadway i New York. Hans första sex pjäser som består av två trilogier utspelar sig i grevskapet Galway i västra Irland där han tillbringade sommarloven som barn.
2006 vann han en Oscar för sin första film, kortfilmen Six Shooter från 2005. 2008 långfilmsdebuterade han med In Bruges. Han har tilldelats kritikerpriset Critics' Circle Award två gånger: 1996 som den mest lovande nye dramatikern och 2015 för pjäsen Hangmen. Han har tilldelats Laurence Olivier Award tre gånger: 2003 för bästa nya komedi för The Lieutenant of Inishmore (Löjtnanten från Inishmore) och både 2004 och 2016 för bästa nya pjäs, The Pillowman (Kuddmannen) respektive Hangmen.
Hans dramatik räknas till den riktning som i Storbritannien sedan 1990-talet går under namnet in-yer-face-theatre med portalnamn som Sarah Kane och Mark Ravenhill. Hans stil har beskrivits som sadistisk, provocerande och farlig och som en blandning mellan den irländske nationaldramatikern John Millington Synge och filmregissören Quentin Tarantino (Sean O'Hagan, The Guardian). Ett återkommande tema är hur orättvisor i barndomen resulterar i hämndlystnad.

## Uppsättningar i Sverige
- 1997 Krymplingen på Inishmaan (The Cripple of Inishmaan), Dramaten, översättning Magnus Hedlund, regi Peter Dalle, med bland andra Sif Ruud, Rolf Skoglund, Monica Nielsen och Magnus Roosmann
- 1997 Skönheten i byn (The Beauty Queen of Leenane), Riksteatern, översättning Magnus Hedlund, regi Ritva Holmberg, med bland andra Yvonne Lombard
- 1998 Krymplingen på Inishmaan, Folkteatern, Göteborg, översättning Magnus Hedlund, regi Margita Ahlin
- 1998 Halte Billy från Inishmaan (The Cripple of Inishmaan), Teater Västmanland, översättning Magnus Hedlund, regi Johan Bernander
- 1998 Krymplingen på Inishmaan, gästspel av Teater Viirus, Helsingfors hos Riksteatern, översättning Mårten Westö, regi Maarit Ruikka
- 1998 Krymplingen på Inishmaan, översättning Magnus Hedlund, regi Thomas Müller, med bland andra Björn Bengtsson
- 2000 Skönheten i byn, Helsingborgs stadsteater, översättning Magnus Hedlund, regi Margita Ahlin, med bland andra Eric Ericson
- 2000 Stugan som gud glömde (The Lonesome West), Teaterkollektivet Rex på Pistolteatern, översättning Magnus Hedlund, regi Edward Buffalo Bromberg
- 2004 Kuddmannen (Pillowman), Dramaten, regi Stefan Larsson, med bland andra Johan Rabaeus, Michael Nyqvist och Magnus Roosmann
- 2007 Krymplingen på Inishmaan, Norrbottensteatern, översättning Magnus Hedlund, regi Erik Kiviniemi
- 2008 Löjtnanten från Inishmore (Lieutenant of Inishmore), Uppsala stadsteater, översättning Johan Huldt, regi Pontus Stenshäll, med bland andra Alexander Salzberger och Peter Viitanen

## Filmografi (regi)
- 2008 In Bruges, med bland andra Colin Farrell, Ralph Fiennes, Brendan Gleeson och Clémence Poésy
- 2012 Seven Psychopaths, med bland andra Michael Pitt, Sam Rockwell, Colin Farrell, Christopher Walken, Harry Dean Stanton, Woody Harrelson och Tom Waits
- 2017 Three Billboards Outside Ebbing, Missouri, med bland andra Peter Dinklage, Sam Rockwell, Woody Harrelson och Frances McDormand
- 2022 The Banshees of Inisherin, med Colin Farrell, Brendan Gleeson och Kerry Condon